# همه چیز برای برنده
همه چیز برای برنده (به انگلیسی: All for the Winner) یک فیلم سینمایی در ژانر کمدی محصول ۱۹۹۰ میلادی هنگ کنگ است. که به کارگردانی جفری لائو و کری یوئن می‌باشد.
این فیلم پرفروش‌ترین فیلم سال ۱۹۹۰ در هنگ کنگ بود.

## بازیگران و نقش‌ها[۲][۳][۴][۵]
- استیون چو
- نگ مان-تات
  - ساندرا نگ
- پل چون
- کری یوئن - ماهیگیر
- جفری لائو - چونگ چان
- وان یونگ مینگ - بیلی
- شیلا چان - یینگ
- چین تسی-آنگ
- چونگ کا-سانگ
- لیو هوانگ هسی